# 尼古拉斯·杜爾博士的解剖學課
《尼古拉斯·杜爾博士的解剖學課》（荷蘭語：De anatomische les van Dr. Nicolaes Tulp）是荷蘭畫家林布蘭於1632年的油畫作品。這幅畫現存於海牙的莫瑞泰斯皇家美术馆。

## 簡介
这幅画是林布蘭26岁的成名之作，受阿姆斯特丹外科医生行会委托，为医生行会的成员画一张团体肖像，畫的重心是屍體，主讲人是著名的尼古拉斯·杜爾医生，占主要位置，其他人有层次的穿插排列，互不遮挡，使人能清楚的看到他们各自不同的表情。

## 外部連結
- （英文）The Anatomy Lesson of Nicolaes Tulp at the Literature, Arts & Medicine Database
- （英文）Rembrandt's Anatomy Lesson of Professor Nicolaes Tulp by A.C. Masquelet
- （英文）The Tulp-Research Project